# Youssef Ben Sellam
Youssef Ben Sellam (Vlissingen, 16 augustus 2000) is een Marokkaans zaalvoetballer die doorgaans als keeper speelt.

## Clubcarrière
Youssef Ben Sellam wordt geboren in Vlissingen, Nederland, in een familie van Marokkaanse afkomst. Hij is de jongere broer van Karim Ben Sellam, ook een actieve zaalvoetbalspeler in Nederland.
Hij maakt zijn professionele debuut bij de club van zijn stad, Groene Ster Vlissingen. Hij is een van de beste talenten van de Eredivisie en ontvangt in 2019 de prijs voor Talent van het seizoen. In april 2020 bereikt hij de finale van de Nederlandse zaalvoetbalbeker na een 3-4 overwinning op Futsal Apeldoorn.
Tijdens het seizoen 2021-2022 speelt hij als eerste keeper bij Futsal Rotterdam in de Eredivisie Futsal. Op 10 december 2021 scoort hij een wereldgoal, door de Nederlandse pers omschreven als een "Messi-achtig doelpunt", tijdens een competitiewedstrijd tegen HV Veerhuys (7-3 overwinning).
Op 10 februari 2022 tekent hij een contract voor één seizoen bij Svarog Futsal in Tsjechië. Hij eindigde het seizoen als runner-up van de eerste divisie.
Na periodes bij Tigers Roermond en FT Borgerhout, keert hij op 19 juni 2023 terug naar Groene Ster Vlissingen, waar hij een contract van twee seizoenen tekent onder leiding van coach Hoessein Bouzambou.
Uiteindelijk blijft hij er slechts één seizoen, want op 19 april 2024 maakt hij de overstap naar FC Eindhoven. Tijdens het seizoen 2024-2025 eindigde Youssef Ben Sellam als vicekampioen van de Eredivisie, als vaste doelman van zijn ploeg.

## Interlandcarrière

### Nederlands zaalvoetbalteam
In 2019 werd hij opgeroepen voor het Nederlands elftal onder 19 jaar en speelde hij het EK 2019.
In oktober 2019 wordt hij voor het eerst opgeroepen voor het Nederlands zaalvoetbalteam. Hij traint mee met het A-team, maar maakt zijn debuut nog niet. Op 14 september 2020 begint hij officieel aan zijn internationale carrière met Nederland zaalvoetbal in een wedstrijd tegen Duitsland (3-1 overwinning).

### Marokkaans zaalvoetbalteam
Na zijn periode bij het Nederlands zaalvoetbalteam besluit Youssef Ben Sellam definitief te kiezen voor Marokko. In november 2021 speelt hij voor het eerst met het Marokkaanse U23-team. Over deze oproep zegt Youssef: "Ik was op school toen ik dit goede nieuws hoorde." Tijdens diezelfde periode, die een voorbereidende trainingsstage betrof, wordt hij door Hicham Dguig, bondscoach van het eerste team van Marokko, uitgenodigd om mee te trainen met de senioren. Over deze ervaring vertelt hij: "Er was een taalbarrière. Ze spreken alleen Arabisch en ik spreek alleen Berbers en Engels. Maar ze hebben me echt goed ontvangen." In april 2024 won hij met Marokko U23 het internationale zaalvoetbaltoernooi in Vietnam.
Hij wordt voor het eerst opgeroepen voor de Marokkaanse nationale ploeg tijdens een trainingsstage in Bahrein, in Manama. Hij speelt in de eerste van twee vriendschappelijke wedstrijden tegen het Bahreinse team.
Op 8 september 2023 maakt Hicham Dguig de selectie bekend voor een dubbele vriendschappelijke confrontatie tegen Argentinië en een wedstrijd tegen Denemarken, waarin Youssef Ben Sellam ook is opgenomen naast de keepers Abdelkrim Anbia, Mohamed Nessis en Mohammed Cheridou.
Voor het WK 2024, dat plaatsvindt van 14 september tot 6 oktober in Oezbekistan, speelt hij zijn eerste officiële wedstrijd voor Marokko door in te vallen tegen Portugal tijdens de laatste speeldag van de groepsfase. Hij bereikte de kwartfinales van het WK na een 3-1 nederlaag tegen Brazilië, dat later tot wereldkampioen is gekroond.

### Kings League
In januari 2025 nam Youssef Ben Sellam met Marokko deel aan de Kings League World Cup en bereikte hij de halve finales van de competitie, waar ze met 2-1 verloren van Colombia.

## Erelijst
| Competitie                      |                        |                        |                        |                        |
| Competitie                      | Aantal                 | Jaren                  |                        |                        |
| Groene Ster Vlissingen          | Groene Ster Vlissingen | Groene Ster Vlissingen | Groene Ster Vlissingen | Groene Ster Vlissingen |
| ------------------------------- | ---------------------- | ---------------------- | ---------------------- | ---------------------- |
| KNVB Beker                      | Finalist               | 2018/19                |                        |                        |
| Svarog Futsal                   |                        |                        |                        |                        |
| Czech Futsal First League       | Runner-up              | 2021/22                |                        |                        |
| FC Eindhoven                    |                        |                        |                        |                        |
| Eredivisie                      | Runner-up              | 2024/25                |                        |                        |
| Marokko -23                     |                        |                        |                        |                        |
| Internationale Toernooi Vietnam | 1x                     | 2024                   |                        |                        |

### Individueel
- Talent van het Jaar in de Eredivisie Futsal: 2019[22]